# Stazione di Aurelia
La stazione di Aurelia è stata una stazione ferroviaria posta lungo la linea ferroviaria Civitavecchia-Orte chiusa al traffico nel 1961 e dismessa nel 2011. Era a servizio del centro abitato di Aurelia, frazione del comune di Civitavecchia.

## Storia
La stazione venne aperta nel 1928, privata del suo traffico nel 1961 e in seguito venne smantellato anche il suo piazzale.

## Strutture e impianti
La stazione disponeva di un fabbricato viaggiatori ancora esistente (adibito ad altri usi) e di due binari ormai disarmati.